# موريس هالي
موريس هالي (بالإنجليزية: Morris Halle) (23 تموز، 1923-2 نيسان، 2018) لغوي أمريكي-لاتفي، حمل لقب «أستاذ معهد» وذلك حين كان أستاذاً للغويات في معهد ماساتشوستس للتكنولوجيا، قبل أن يمنح لقب «أستاذ فخري». وقد اشتُهر من خلال عمله الرائد مع نعوم تشومسكي وفريد لوكوف في مجال النطقيات التوليدية عام 1956، وكذلك كتاب النمط الصوتي في الإنجليزية الذي تشارك فيه مع نعوم تشومسكي. وفي عام 1968 تعاون مع صامويل جاي كيسر في وضع النظرية الأولى للعروض التوليدي في الإنجليزية.

## حياته
ولد هالي لعائلة يهودية في ليباجا، لاتفيا في شهر تموز من عام 1923، وانتقل مع عائلته إلى ريغا عام 1929. وقد وصل مع عائلته إلى الولايات المتحدة عام 1940. واستمر من عام 1941 إلى عام 1943 في دراسة الهندسة بكلية مدينة نيويورك. التحق بالجيش الأمريكي عام 1943 قبل أن يعفى من الخدمة عام 1946. وقد التحق بعد ذلك بجامعة شيكاغو ليحصل فيها على درجة الماجستير في اللغويات عام 1948، وقد درس بعدها في جامعة كولومبيا تحت إشراف رومان ياكوبسون ليصبح بعدها أستاذاً في معهد ماساتشوستس للتكنولوجيا عام 1951، وبعد ذلك حصل على شهادة الدكتوراه من جامعة هارفرد عام 1955. وقد تقاعد من معهد ماساتشوستس للتكنولوجيا عام 1996، ولكنه استمر نشطاً في مجال البحث والنشر. ويذكر أن هالي كان يتقن ستة لغات وهي: لغة ألمانية، اليديشية، اللاتفية، الروسية، العبرية والإنجليزية. زوجته هي روساموند هالي وقد توفت في نيسان من عام 2011 بعد 56 سنة من الزواج. وقد توفي موريس هالي عن عمر يناهز 94 عاما في نيسان من عام 2018.

## وصلات خارجية
- صفحة هالي في معهد ماساتشوستس
- مقال مكتب الأخبار في معهد ماساتشوستس عن هالي
- محادثة مع جون جولدسميث وهاج روز
- ذكريات هالي في معهد ماساشوستس في الذكرى السنوية الخمسين لقسم اللغويات في معهد ماساتشوستس، تقديم نعوم تشومسكي على يوتيوب